# Phân chia tế bào chất

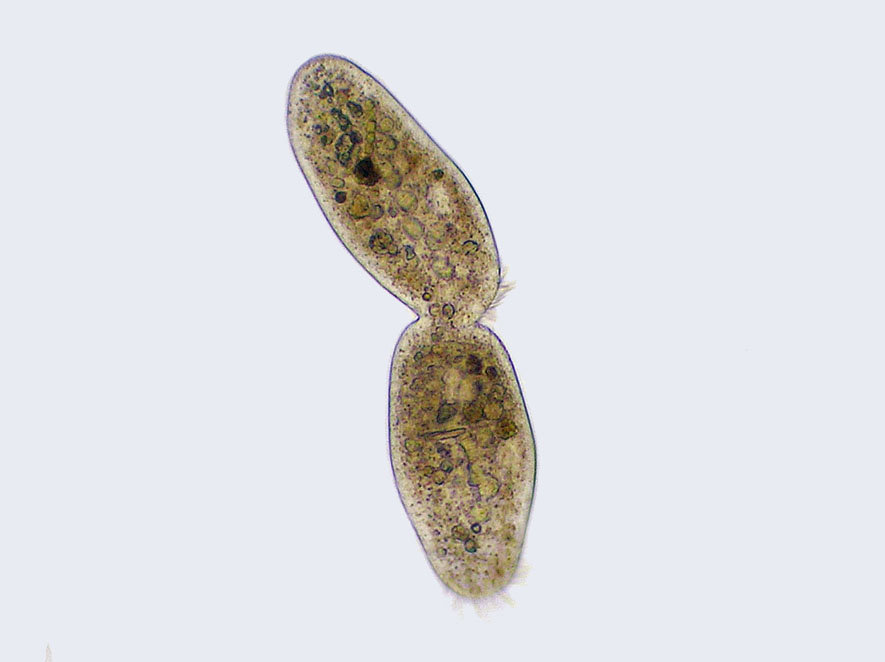
Trùng lông bơi đang trải qua quá trình phân chia tế bào chất, với đường rãnh phân chia có thể nhìn thấy rõ ràng.

Phân chia tế bào chất và kỳ cuối trong tế bào động vật

Phân chia tế bào chất là một phần của quá trình phân bào, trong đó tế bào chất của một tế bào nhân thực duy nhất chia tách thành hai tế bào con.Vách tế bào hình thành ngăn tế bào cũ thành hai tế bào con.Các tế bào con phát triển và đạt kích thước của tế bào mẹ.Giúp cho cây phát triển và sinh trưởng. Việc phân chia tế bào chất bắt đầu trong hoặc sau các giai đoạn cuối của việc chia nhân trong nguyên phân và giảm phân. Trong quá trình phân chia tế bào chất, spindle apparatus tách ra và vận chuyển các chromatid bản sao vào tế bào chất của các tế bào con riêng biệt. Bằng cách ấy nó đảm bảo rằng số lượng và phần bổ sung của nhiễm sắc thể vẫn được duy trì từ thế hệ này sang thế hệ khác và rằng, ngoại trừ một số trường hợp đặc biệt, tế bào con sẽ là sự sao chép hoạt động được của tế bào bố mẹ. Sau khi kỳ cuối và sự phân chia tế bào chất kết thúc, mỗi tế bào con bước vào kỳ trung gian của chu kỳ tế bào.
Các chức năng cụ thể thì yêu cầu sự chệch đi khác nhau khỏi quá trình phân chia tế bào chất đối xứng; ví dụ, trong quá trình sinh noãn ở động vật, tế bào trứng lấy hầu hết tế bào chất và bào quan. Việc này để lại rất ít cho các thể cực được sinh ra, thứ sẽ chết mà không có chức năng gì trong hầu hết các loài, mặc dù ở các loài khác chúng có đảm nhiệm những chức năng khác nhau. Một dạng khác của nguyên phân xảy ra ở các mô như gan và cơ xương; nó loại bỏ quá trình phân chia tế bào chất, do đó sản sinh ra các tế bào đa nhân.